# Südwester

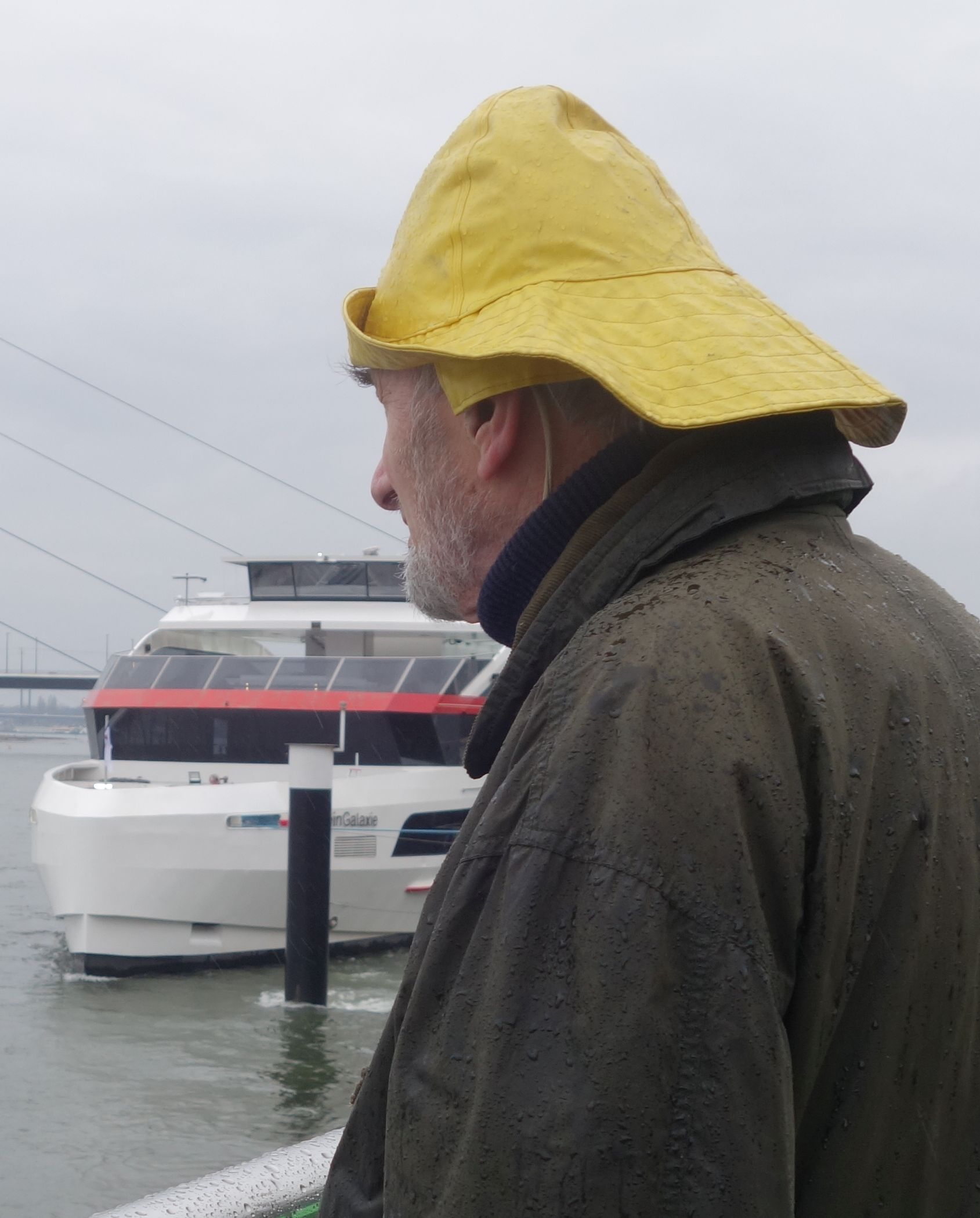
Südwester aus PVC (2024)

Ein Südwester (engl. Sou’wester; norweg. Sydvest) ist eine wasserdichte Kopfbedeckung für Seefahrer. Er wird aus Öltuch oder Kunststoff als Obermaterial und teilweise Baumwolle als Futter hergestellt. Südwester haben eine breite Krempe, die hinten weit überhängt, damit kein Regenwasser in die Kleidung laufen kann. Die Benennung nach der Himmelsrichtung, aus der der meiste Regen kommt, kommt möglicherweise ebenso wie der Hut selbst aus dem Norwegischen.

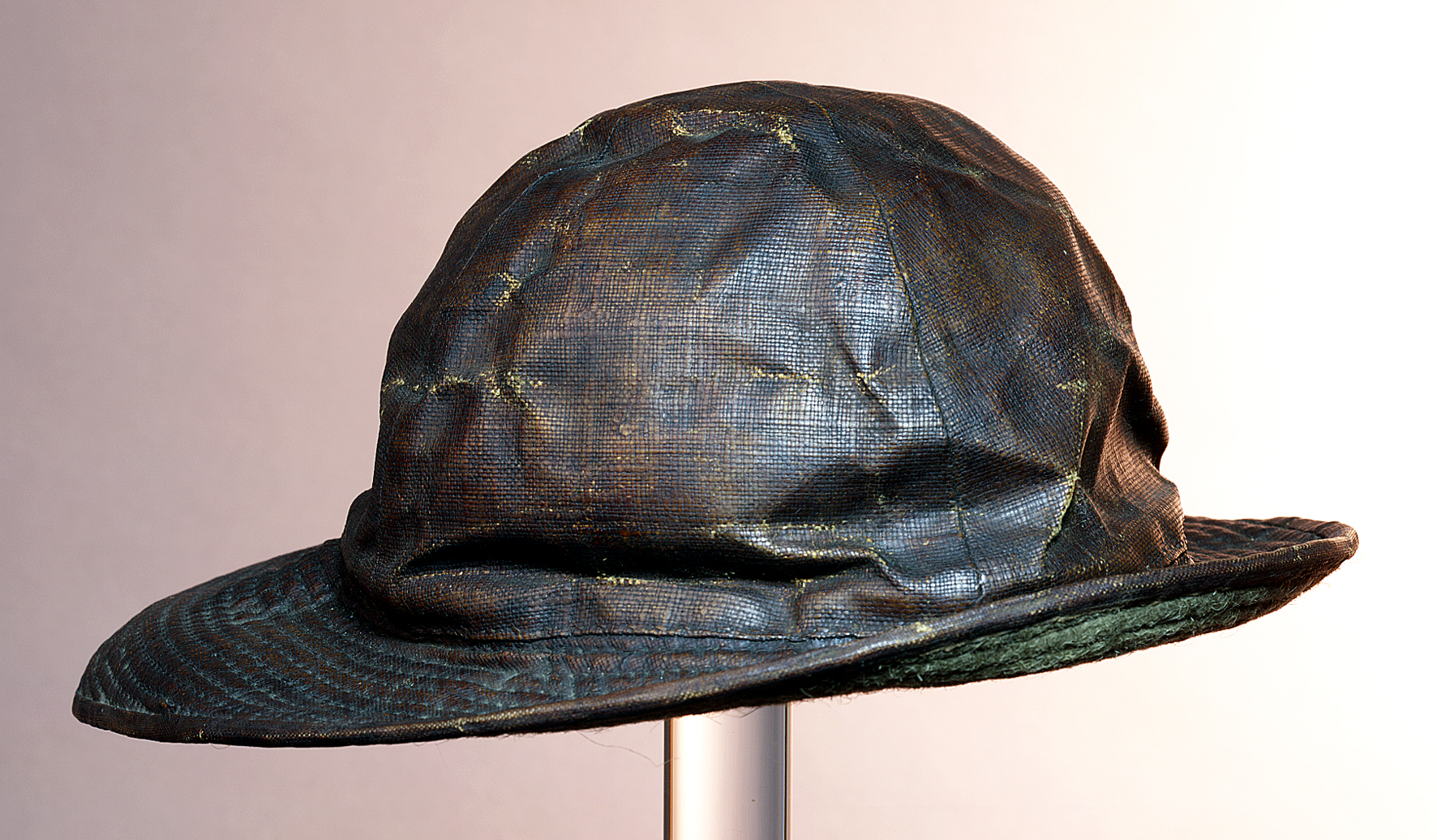
Wasserdichter Stoff-Südwester, 1850–1900
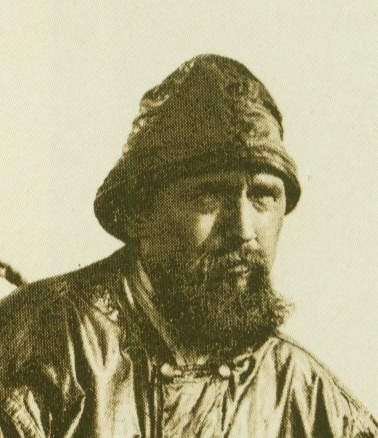
Südwester (ca. 1893)